# Yonah
« Core Solo » et « Core Duo » redirigent ici. Pour les autres significations, voir Core et Intel Core.
Dothan Merom
(microarchitecture Core)
Yonah est un microprocesseur d'Intel à faible consommation et à faible enveloppe thermique (moins de 31 W) pour ordinateur portable ou pour ordinateur de bureau vendu en 2006 et 2008. Son introduction donne naissance aux gammes Core Duo (deux cœurs) et Core Solo (un seul cœur).
Il succède au Dothan.
C'est le dernier microprocesseur pour mobile conçu par Intel avant les microprocesseurs implémentant la microarchitecture Core.
C'est également le premier microprocesseur de la gamme Intel à intégrer les ordinateurs d'Apple, après l'abandon par celui-ci des processeurs PowerPC fabriqués par Motorola.

## Description générale
Par rapport au Dothan, le Yonah possède de meilleures performances multimédia (vecteurs et flottants) grâce à un décodeur optimisé. 
Une des nouveautés est l'existence de modèles Yonah double cœur, alors que les modèles Dothan ont tous un seul cœur.
La photolithographie utilisée pour fabriquer les Yonah a une précision de 65 nm au lieu de 90 nm pour le Dothan, ce qui devrait permet de placer un plus grand nombre de transistors sur une même surface. Cependant, le die d'un Dothan est composé de 140 millions de transistors et occupe une surface de 83,6 mm2 tandis que celui d'un Yonah est composé de 151 millions de transistors et occupe une surface de 90,3 mm2, ils ont donc environ le même rapport nombre de transistors/surface. L'explication en est que la proportion de transistors utilisés par la mémoire cache, de même taille pour les deux microprocesseurs, est plus faible pour le Yonah. Or la densité de transistors est plus importante pour la mémoire cache que pour la logique.
Le front side bus Quad Pumped, du Yonah est cadencé à 133 ou 166 MHz, soit un débit de 533 ou 667 MT/s, soit encore 4,3 ou 5,3 Go/s.
Le Yonah se connecte sur un socket M, différent du socket 479 du Dothan, rendant obligatoire l'achat d'une nouvelle carte mère ou d'un adaptateur pour passer d'un processeur à l'autre.
La plupart des versions du Yonah sont compatibles avec le Executable Disable Bit, qui permet de dissocier les zones mémoire contenant des instructions des zones contenant des données. 
La fonction SpeedStep du Yonah lui permet de modifier sa fréquence d'horloge et sa tension d'alimentation en fonction de sa charge de travail. Les deux cœurs travaillent toujours à la même fréquence et à la même tension, même si leur charge n'est pas uniforme.

### La mémoire cache
Chaque cœur a un cache L1 de 64 Kio (32 Kio pour les instructions et 32 Kio pour les données). Dans les modèles à 2 cœurs, ceux-ci se partagent un cache L2 de 2 Mio.
Les temps de latence des caches sont de trois cycles pour le cache L1 (comme pour le Dothan), et de 14 cycles pour le cache L2 (10 cycles pour le Dothan). La moins bonne performance du cache L2 par rapport à Dothan peut être due à la nouvelle fonctionnalité permettant de décharger des données du cache vers la mémoire principale quand il est peu utilisé, afin de diminuer la consommation et d'optimiser le partage de ce cache par les deux cœurs,. En revanche, le débit en écriture du cache L2 augmente très fortement entre le Dothan et le Yonah.

### Le jeu d'instructions
Le Yonah sait exécuter une partie des instructions du jeu d'instructions SSE3, contrairement à son prédécesseur Dothan, mais pas celles du jeu d'instructions Intel 64.

## Les modèles de Yonah

### Caractéristiques variant suivant les modèles
Les modèles Core Duo T2x50 ainsi que le T2300E ne disposent pas de la technologie de virtualisation Intel VT (VanderPool). Le T2700 est le seul Core Duo à ne pas supporter la technologie Execute Disable Bit.

### Numérotation
À partir du Yonah, le système de numérotation des microprocesseurs passe à une lettre suivie de 4 chiffres. Le 1er chiffre désigne le nombre de cœurs : il vaut 1 ou 2. Le second chiffre est proportionnel à la puissance du processeur. 
La lettre désigne le TDP (cela n'a rien à voir avec les lettres pour le Pentium M) :
- T : 31 watts ;
- L : 15 watts ;
- U : 9 watts.

### Les gammes
Les versions, ou modèles, du Yonah, sont regroupés dans quatre gammes : Core Solo, Core Duo, Pentium Dual-Core, et Celeron

#### Gamme Core Solo
| Nom du modèle     | Nombre de cœurs | Fréquence | Débit du FSB | Coef multiplicateur | Cache L1 | Cache L2 | TDP   | Socket   | Date de sortie |
| ----------------- | --------------- | --------- | ------------ | ------------------- | -------- | -------- | ----- | -------- | -------------- |
| Core Solo - T1xxx |                 |           |              |                     |          |          |       |          |                |
| Core Solo T1400   | 1               | 1,83 GHz  | 667 MT/s     | 11 x                | 64 Kio   | 2 Mio    | 27 W  | Socket M | ??             |
| Core Solo T1300   | 1               | 1,66 GHz  | 667 MT/s     | 10 x                | 64 Kio   | 2 Mio    | 27 W  | Socket M | ??             |
| Core Solo T1250   | 1               | 1.73 GHz  | 533 MT/s     | 13 x                | 64 Kio   | 2 Mio    | 27 W  | Socket M | ??             |
| Core Solo - U1xxx |                 |           |              |                     |          |          |       |          |                |
| Core Solo U1500   | 1               | 1,33 GHz  | 533 MT/s     | 10 x                | 64 Kio   | 2 Mio    | 5.5 W | Socket M | ??             |
| Core Solo U1400   | 1               | 1,20 GHz  | 533 MT/s     | 9 x                 | 64 Kio   | 2 Mio    | 5.5 W | Socket M | ??             |
| Core Solo U1300   | 1               | 1,06 GHz  | 533 MT/s     | 8 x                 | 64 Kio   | 2 Mio    | 5.5 W | Socket M | ??             |

#### Gamme Core Duo
| Nom du modèle    | Nombre de cœurs | Fréquence | Débit du FSB | Coef multiplicateur | Cache L1 | Cache L2 | TDP  | Socket   | Date de sortie |
| ---------------- | --------------- | --------- | ------------ | ------------------- | -------- | -------- | ---- | -------- | -------------- |
| Core Duo - T2xxx |                 |           |              |                     |          |          |      |          |                |
| Core Duo T2700   | 2               | 2,33 GHz  | 667 MT/s     | 14 x                | 2×64 Kio | 2 Mio    | 31 W | Socket M | ??             |
| Core Duo T2600   | 2               | 2,16 GHz  | 667 MT/s     | 13 x                | 2×64 Kio | 2 Mio    | 31 W | Socket M | ??             |
| Core Duo T2500   | 2               | 2,00 GHz  | 667 MT/s     | 12 x                | 2×64 Kio | 2 Mio    | 31 W | Socket M | ??             |
| Core Duo T2450   | 2               | 2,00 GHz  | 533 MT/s     | 15 x                | 2×64 Kio | 2 Mio    | 31 W | Socket M | ??             |
| Core Duo T2400   | 2               | 1,83 GHz  | 667 MT/s     | 11 x                | 2×64 Kio | 2 Mio    | 31 W | Socket M | ??             |
| Core Duo T2350   | 2               | 1,86 GHz  | 533 MT/s     | 14 x                | 2×64 Kio | 2 Mio    | 31 W | Socket M | ??             |
| Core Duo T2300   | 2               | 1,66 GHz  | 667 MT/s     | 10 x                | 2×64 Kio | 2 Mio    | 31 W | Socket M | ??             |
| Core Duo T2250   | 2               | 1,73 GHz  | 533 MT/s     | 13 x                | 2×64 Kio | 2 Mio    | 31 W | Socket M | ??             |
| Core Duo T2050   | 2               | 1,60 GHz  | 533 MT/s     | 12 x                | 2×64 Kio | 2 Mio    | 31 W | Socket M | ??             |
| Core Duo T2300E  | 2               | 1,66 GHz  | 667 MT/s     | 10 x                | 2×64 Kio | 2 Mio    | 31 W | Socket M | ??             |
| Core Duo - L2xxx |                 |           |              |                     |          |          |      |          |                |
| Core Duo L2500   | 2               | 1,83 GHz  | 667 MT/s     | 11 x                | 2×64 Kio | 2 Mio    | 15 W | Socket M | ??             |
| Core Duo L2400   | 2               | 1,66 GHz  | 667 MT/s     | 10 x                | 2×64 Kio | 2 Mio    | 15 W | Socket M | ??             |
| Core Duo L2300   | 2               | 1,50 GHz  | 667 MT/s     | 9 x                 | 2×64 Kio | 2 Mio    | 15 W | Socket M | ??             |
| Core Duo - U2xxx |                 |           |              |                     |          |          |      |          |                |
| Core Duo U2500   | 2               | 1,20 GHz  | 533 MT/s     | 9 x                 | 2×64 Kio | 2 Mio    | 9 W  | Socket M | ??             |
| Core Duo U2400   | 2               | 1,06 GHz  | 533 MT/s     | 8 x                 | 2×64 Kio | 2 Mio    | 9 W  | Socket M | ??             |

#### Gamme Pentium Dual-Core
| Modèle                    | Nb. cœurs | Fréquence | Cache L1   | Cache L2 | Mult. | Tension    | TDP  | Débit du FSB | Références     | Commercialisation |
| ------------------------- | --------- | --------- | ---------- | -------- | ----- | ---------- | ---- | ------------ | -------------- | ----------------- |
| Pentium Dual-Core - T2xx0 |           |           |            |          |       |            |      |              |                |                   |
| T2130                     | 2         | 1,86 GHz  | 2 × 64 Kio | 1 Mio    | ×14   | 1 - 1,30 V | 31 W | 533 MT/s     | LF80539GE0361M |                   |
| T2080                     | 2         | 1,73 GHz  | 2 × 64 Kio | 1 Mio    | ×13   | 1 - 1,30 V | 31 W | 533 MT/s     | LF80539GE0301M |                   |
| T2060                     | 2         | 1,60 GHz  | 2 × 64 Kio | 1 Mio    | ×12   | 1 - 1,30 V | 31 W | 533 MT/s     | LF80539GE0251M |                   |

#### Gamme Celeron
| Nom du modèle | Nombre de cœurs | Fréquence | Débit du FSB | Coef multiplicateur | Cache L1 | Cache L2 | TDP  | Socket   | Date de sortie |
| ------------- | --------------- | --------- | ------------ | ------------------- | -------- | -------- | ---- | -------- | -------------- |
| Celeron M215  | 1               | 1,33 GHz  | 533 MT/s     | 10 x                | 64 Kio   | 512 Kio  | 27 W | Socket M | Août 2007      |
| Celeron M 410 | 1               | 1,47 GHz  | 533 MT/s     | 11 x                | 64 Kio   | 1 Mio    | 27 W | Socket M | Avril 2006     |
| Celeron M 420 | 1               | 1,60 GHz  | 533 MT/s     | 12 x                | 64 Kio   | 1 Mio    | 27 W | Socket M | Avril 2006     |
| Celeron M 430 | 1               | 1,73 GHz  | 533 MT/s     | 13 x                | 64 Kio   | 1 Mio    | 27 W | Socket M | Avril 2006     |
| Celeron M 440 | 1               | 1,86 GHz  | 533 MT/s     | 14 x                | 64 Kio   | 1 Mio    | 27 W | Socket M | Octobre 2006   |
| Celeron M 450 | 1               | 2 GHz     | 533 MT/s     | 15 x                | 64 Kio   | 1 Mio    | 27 W | Socket M | Octobre 2006   |

## Les chipsets compatibles
- i945GT pour les ordinateurs de bureau[h 2] ;
- i945GM Express pour les ordinateurs portables[h 5] ;
- i945PM Express pour les ordinateurs portables